# Houx (Belgique)
Pour les articles homonymes, voir Houx (homonymie).
Houx (en wallon Hou) est une section de la commune belge d'Yvoir située en Wallonie dans la province de Namur.
Une première fusion en 1964 rattacha cette localité, ainsi que celle d'Évrehailles, à la commune d'Yvoir. Le premier janvier 1977, une nouvelle fusion avec l'autre communes environnantes vit naître le grand Yvoir.

## Étymologie
Le nom d’Houx trouve vraisemblablement son origine dans le terme bas francique *hulis (cf. vieux haut allemand hulis, huls et moy. néerlandais huls) signifiant houx, plante à feuilles épineuses très commune dans la région. Tout comme pour les noms de l'if, taxus; du chêne, quercus; le terme latin acrifoliu-, houx, ne s'est pas imposé en langue d'oïl. Par contre, l'occitan a adopté les termes latins pour le houx : grefuèlh et l'if : teis

## Géographie
Houx est situé en rive droite de la Meuse, au bord de la falaise sur laquelle s'érigent les ruines du château médiéval de Poilvache.

## Évolution démographique
- Source: DGS, 1831 à 1970=recensements population, 1976= habitants au 31 décembre

## Histoire

La Meuse au village de Houx par Albert Dandoy

Dès la Préhistoire, Houx connaît une occupation humaine. On y a retrouvé des haches en silex.
De l'Antiquité, on y a retrouvé des pièces de monnaie romaine.
Lors du haut Moyen Âge, les Francs s'y sont installés, des sépultures indiquant leur présence. Par la suite, Houx devient le fief de la Tour de Houx sous Poilvache.
Lors de la Seconde Guerre mondiale, c'est à Houx et à Yvoir le dimanche 12 mai 1940 en fin d'après midi, que les Allemands de la Voraus-Abteilung Werner, avant-garde de la 5e Panzerdivision (Max von Hartlieb-Walsporn) mais temporairement sous contrôle de la 7e Panzerdivision (Erwin Rommel), atteignent la Meuse, étant donc la première unité parmi celles engagées dans les Ardennes à atteindre le fleuve. Les Allemands se présentent ainsi à 16h30 devant le pont rail de Houx qui venait d'être détruit à 14h45 par le génie belge (31e bataillon du génie), ses superstructures métalliques émergeant encore de l'eau sont défendues par un détachement du 5e régiment de chasseurs ardennais s'appuyant sur un petit bunker, mais un tir allemand au but sur celui-ci pousse les défenseurs à se replier, laissant un mort dans le bunker.
Les Allemands repèrent rapidement un autre moyen de franchir le fleuve : l'écluse n°6 entre l'Île de Houx et la rive gauche, tandis qu'un barrage avec une passerelle permet le passage entre l'île et la rive droite où ils se trouvent. Le barrage n'a pas été détruit pour ne pas faire baisser le cours de la Meuse en amont où son intérêt défensif serait diminué. Théoriquement, le barrage doit être tenu sous le feu du II/39e régiment d'infanterie (II/39e RI, commandant Cadennes) en liaison avec le III/129e régiment d'infanterie (III/129e RI, commandant Migaud) situé au nord. Mais la progression allemande à travers les Ardennes a été si rapide que les Français ne sont pas encore totalement en place. La 6e compagnie du 39e RI qui doit occuper la rive face à l'île de Houx ne peut ainsi s'installer à cause des tirs allemands que dans la nuit mais à des « emplacements défectueux » au lieu de ceux prévus, laissant 1200 m de rive non occupé devant l'île. La défense du lieu est par ailleurs peu propice à cause du remblai de la voie ferrée qui longe la Meuse.
Cette mise en place s'effectue trop tard puisque les Allemands du Schützen-Regiment 13 (infanterie de la 5. Panzerdivision) ont déjà franchi la passerelle et s'établissent sur la rive gauche. À 22h30, un tir d'artillerie française s'abat en riposte sur la rive droite, mais les Allemands continuent leur traversée, sous le feu de la 5e compagnie du II/39e RI dont l'efficacité est diminuée par les fumigènes allemands. À l'aube du 13 mai 1940, après l'échec d'une traversée en canots pneumatiques au sud d'Yvoir, von Hartlieb concentre ses forces sur le passage réussi par l'Île de Houx, les fantassins Allemands s'infiltrent dans les positions françaises, la 6e compagnie est submergée et éliminée, les Allemands occupent le Bois du Curé et celui de Grange. Le II/39e RI, dont le flanc est désormais découvert, est « entraîné par le flot des fuyards » provenant de l'unité voisine (III/129e RI) qui ont été surpris à revers par les Allemands « provoquant une sorte de panique ». Ils « refluent en désordre […] Certains n'ont n'y arme, ni munitions et paraissent perdus, terrifiés. ». Quelques éléments du II/39e RI qui « a disparu » et du III/129e RI se replient sur Hontoir où se situe le poste de commandement du 66e RI, . Le III/129e RI est quant à lui attaqué sur son flanc par le Schützen-Regiment 13 qui pousse vers Anhée.
Les Allemands ont ainsi établi une tête de pont sur le Meuse mais celle-ci reste fragile, étant continuellement soumise aux tirs de l'artillerie française depuis Onhaye, nécessitant l'intervention des Stuka, tandis que les chars de la 5. Panzer-Division, encore pris dans les itinéraires encombrés des Ardennes sont en retard et ne disposeront pas immédiatement des moyens de traverser la Meuse, alors affectés à la 7e Panzerdivision qui traverse à Dinant.